# Eslovènia
La República d'Eslovènia (Slovenija en eslovè) és un país de l'Europa central i des de 2004 un estat membre de la Unió Europea. Limita amb Itàlia a l'oest, amb el mar Adriàtic al sud-oest, amb Croàcia al sud i a l'est, amb Hongria al nord-est i amb Àustria al nord.
Té una població de prop de 2.120.000 habitants (any 2023). Prop de 400.000 eslovens viuen fora del país, principalment a Itàlia, Àustria i els Estats Units.
L'actual Eslovènia es va formar el 25 de juny de 1991 després d'independitzar-se de Iugoslàvia, després d'un breu conflicte armat anomenat Guerra d'Eslovènia que la va oposar a l'exèrcit de l'antiga federació.
El 2004 va unir-se a la Unió Europea. Des de 2009 forma part de la zona euro, l'àrea Schengen, el Consell d'Europa i està en procés de formar part de l'OCDE.

## Història
Eslovènia va ser part de Iugoslàvia des de 1945, i va obtenir-ne la independència el 1991. Va esdevenir membre de la Unió Europea el primer de maig del 2004. És membre, també, del Consell Europeu i de l'OTAN, i té condició d'observador a la Francofonia.
El 1987 i el 1988, una sèrie de xocs entre l'emergent societat civil i el règim comunista culminava amb l'anomenada primavera eslovena. Un massiu moviment democràtic, coordinat pel Comitè per a la defensa dels drets humans, empenyé els comunistes cap a reformes democràtiques. Aquests esdeveniments revolucionaris a Eslovènia, s'avançaren gairebé un any a les Revolucions de 1989 en l'Europa de l'Est, però van passar força inadvertits als observadors internacionals.

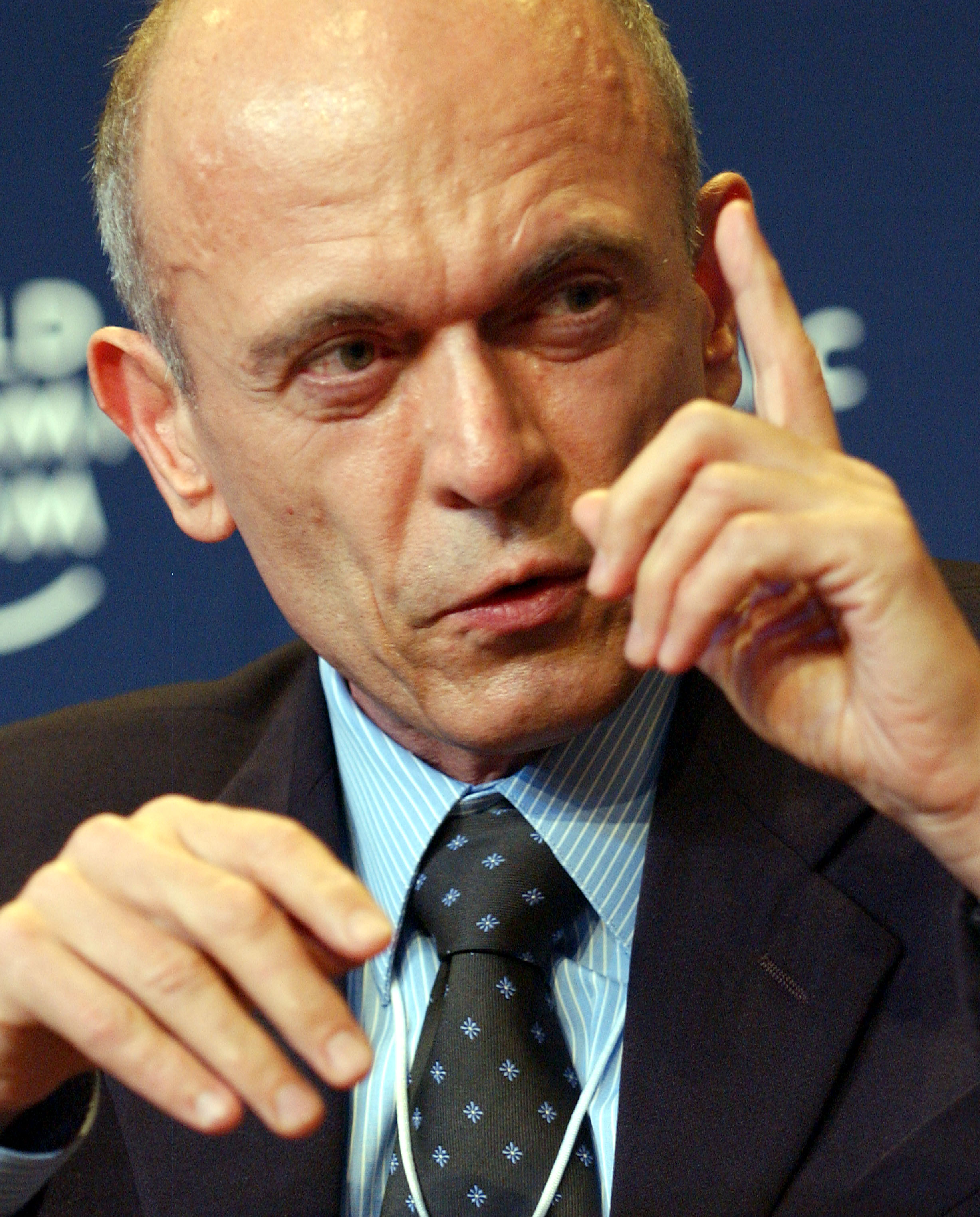
Janez Drnovšek, Primer Ministre d'Eslovènia entre 1992 i 2002, i President d'Eslovènia entre 2002 i 2007

Alhora, la confrontació entre els comunistes eslovens i el Partit Comunista Serbi, dominat pel carismàtic líder nacionalista Slobodan Milošević, es convertiren en la lluita política més important a Iugoslàvia. El pobre rendiment econòmic de la Federació (les diferències regionals en entitats supranacionals són una causa freqüent de la seva ruptura), i els emergents xocs entre les diferents repúbliques, creà un brou de cultiu adequat per a l'ascens de les idees secessionistes entre els eslovens, tant anticomunistes com comunistes. El gener de 1990, els comunistes eslovens abandonaren el Congrés del Partit Comunista de Iugoslàvia, en protesta per la dominació del lideratge nacionalista serbi, la qual cosa significà la dissolució del Partit Comunista Iugoslau, l'única institució que encara mantenia unit el país.
L'abril de 1990, se celebraren les primeres eleccions lliures i democràtiques, i l'Oposició Democràtica d'Eslovènia derrotà l'anterior Partit Comunista. Es formà un govern de coalició encapçalat pel demòcrata-cristià Lojze Peterle, i començà reformes econòmiques i polítiques que establiren una economia de mercat i un sistema polític democràtic liberal. Alhora, el govern continuà la independència d'Eslovènia de Iugoslàvia. El desembre de 1990 va tenir lloc un referèndum sobre la independència d'Eslovènia, en el qual la majoria aclaparadora de residents eslovens (al voltant d'un 89%) votaren a favor de la independència d'Eslovènia de Iugoslàvia. Eslovènia esdevingué independent el 25 de juny de 1991. L'endemà al matí va començar una curta Guerra d'Eslovènia, en la qual les forces eslovenes rebutjaren reeixidament la interferència militar iugoslava. Al vespre, la independència va ser solemnement proclamada a la Plaça de la República pel President d'Eslovènia Milan Kučan. La Guerra dels Deu Dies es perllongà fins al 7 de juliol de 1991, quan es va signar l'Acord de Brioni. El 26 d'octubre de 1991, marxà d'Eslovènia l'últim soldat iugoslau.
Després de 1990, evolucionà un sistema democràtic estable, amb liberalització econòmica i creixement gradual de la prosperitat. El 15 de gener de 1992 la Comunitat Econòmica Europea va reconèixer la independència d'Eslovènia i de Croàcia, dos dies després que ho hagués fet el Vaticà. Eslovènia esdevingué membre de l'OTAN el 29 de març de 2004 i de la Unió Europea l'1 de maig de 2004 mentre que Croàcia esdevingué membre de l'OTAN l'1 d'abril de 2009 i el 28è estat de la Unió Europea l'1 de juliol de 2013. Eslovènia fou el primer país post-comunista que va exercir la Presidència del Consell de la Unió Europea, durant els primers sis mesos de 2008.

## Geografia
Eslovènia és el punt de trobada de quatre regions geogràfiques europees importants: els Alps, els Alps Dinàrics (aquí anomenats Alps Julians), la plana de Pannònia i la regió del Karst, juntament amb la Mediterrània. La muntanya més alta és el Triglav (2.864 m), símbol del país (és la muntanya representada a l'escut de la nació). El país es divideix en sis regions naturals:

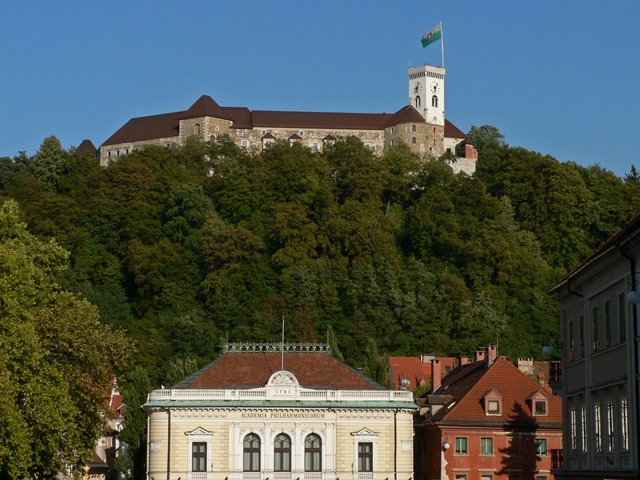
El Castell de Ljubljana

- L'avantpaís, format per les planures de Pohorje, la regió de Celje i la vall superior del Sava.
- La Podravina Superior.
- Els Alps Eslovens o de Carniola, que contenen els karawanke, on destaca la màxima alçària del Triglav (2.863 m), avui parc nacional i símbol eslovè per excel·lència, les de Grintavec (2.558 m) i Ljubelj (1.368 m).
- El Primorje o litoral.
- Els poljes de Kras de Notrajsko (amb el Sneznik, 1.796 m.) i el Dolejsko (amb el Gorjanci, 1.181 m.), de caràcter prealpí i amb moltes grutes i coves com els de Postojna.
- Els Alps Julians, amb els Krn (2.245 m) i el Predel (1.156 m).

La meitat d'Eslovènia és coberta de bosc: és el tercer país més boscós d'Europa, darrere de Finlàndia i Suècia. Els rius principals són el Drava i el Sava, afluents del Danubi.

## Clima
El clima és mediterrani a la costa, alpí a les muntanyes, i continental amb estius suaus a calents i hiverns freds als altiplans i a les valls de l'est del país. La temperatura mitjana és de -2 °C al gener i 21 °C al juliol. Les precipitacions són de 1.000 mm a la costa, 3.500 mm als Alps, 800 mm al sud-est i .1400 al centre del país.
La neu és bastant freqüent en l'hivern d'Eslovènia, el rècord de neu a Ljubljana es va produir el 1952, amb 146 cm.
En comparació amb altres països de la regió, a Eslovènia no hi ha molt vent, ja que es troba envoltat pels Alps. La velocitat mitjana del vent és més baixa que en les planes dels països veïns. A causa dels accidents geogràfics, els vents locals verticals amb períodes diaris són freqüents. A més d'aquests hi ha tres vents d'importància regional, labora, xaloc i el de foehn. El sirocco i el labora són característics del litoral, sent que el primer és humit i càlid, i el segon és en general fred i sec. El foehn és típic de les regions alpines del nord del país. En general, els vents d'Eslovènia provenen del nord-est, del sud-est i del nord.

## Població
La capital, Ljubljana, amb uns 265.000 habitants, i Maribor (114.000) són les dues ciutats eslovenes que passen dels cent mil habitants. La següent en importància, Celje, no arriba als cinquanta mil. Koper, que supera els 40.000 habitants, és el principal port d'Eslovènia (que té només 45 km de costa).
L'any 2002 Eslovènia tenia 2.009.000 habitants, encara que la seva població està augmentant lentament, gairebé en equilibri, ja que el 2005 la població era de 2.011.614 habitants, i el 2009 era de 2.047.000. Per a l'any 2012 es calcula en 2.050.189. L'esperança de vida és de 76,5 anys. El 99,7% de la població està alfabetitzada. La mitjana de fills per dona és de tan sols 1,26, la qual cosa està provocant que la seva població es redueixi un 0,06% cada any.

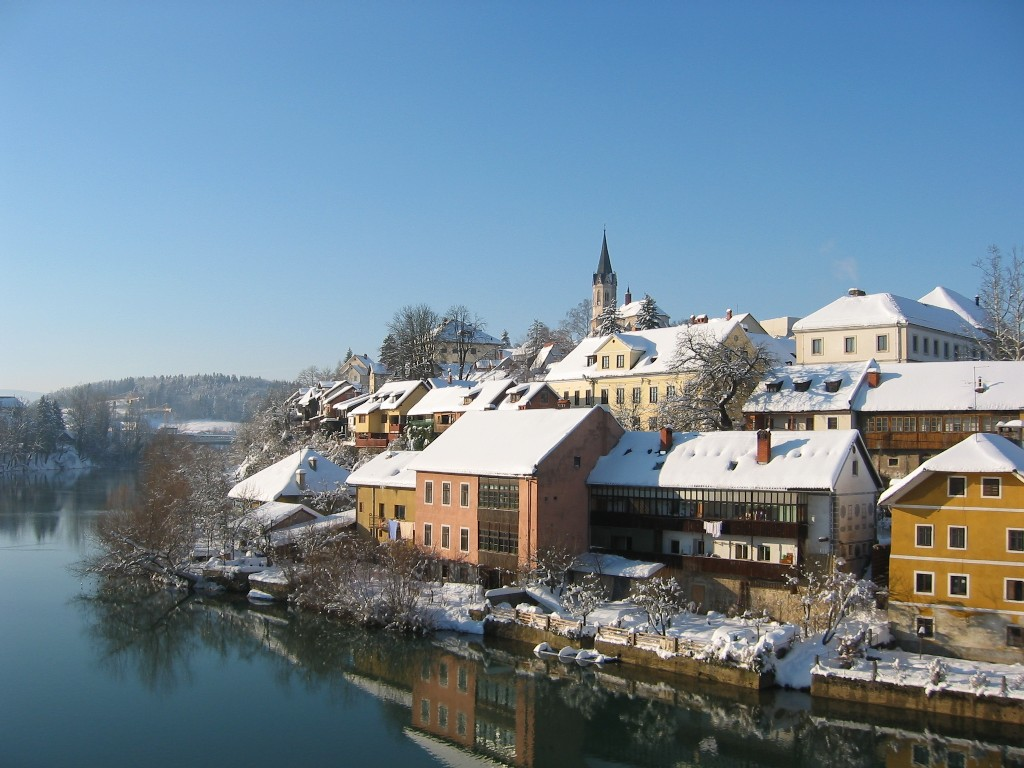
Novo Mesto, la major població de la regió de Jugovzhodna Slovenija (sud-est d'Eslovènia).

Amb 95 hab/km² Eslovènia està en els últims llocs entre els països europeus en densitat de població (comparar amb els 320/km² dels Països Baixos o els 195/km² d'Itàlia). Aproximadament el 50% de la població total habita en àrees urbanes.
L'idioma oficial és l'eslovè, el qual és membre del grup d'idiomes eslaus del sud. L'hongarès i l'italià gaudeixen l'estatus de llengua oficial a les regions barrejades nacionalment al llarg de la frontera italiana i hongaresa. La ciutat de Nova Gorica, per exemple, és en gairebé tota la seva totalitat italo-parlant.
La religió que predomina en el territori eslovè és la catòlica romana, amb un 57,8% de la població que diu professar aquest credo, la musulmana 2,4%, l'Església Ortodoxa de l'Est, amb un 2,3%, protestants, 0,9%, altres, 3,7%; agnòstics i ateus 10,1% i no van declarar cap al 22,8%.
La composició ètnica està conformada per: eslovens, 87,8%; serbis, 2,4%; croats, 2,8%; bosnians, 1,4%. També existeixen les minories hongaresa (0,4%), italiana (0,1%) i gitana.

## Economia
Abans de la separació de Iugoslàvia, Eslovènia suposava el 23% del PIB iugoslau malgrat només tenir el 8% de la població. Les exportacions eren un 15% a l'exterior i un 30% a la resta de Iugoslàvia. Segons dades del PIB del 1971, el 42% d'aquest el devia a la indústria, el 19,5% al comerç, l'11,5% a l'agricultura i el 8,4% a la construcció.
La producció agrària en cereals i vinya suposava un terç de la de l'antiga Iugoslàvia. També hi ha jaciments de mercuri a Idrija i de bauxita a Moste, així com de plom a Mezica.

Situació de les principals ciutats i fronteres amb els països veïns

Els principals centres industrials són a Ljubljana (tèxtils, química, aeronàutica i mecànica), Maribor (química i mecànica), Celje (metal·lúrgica i tèxtil), Kranj (vidre, mobles, teixits i estris de la llar) i Koper (cotxes i turisme). La principal indústria automobilística iugoslava, Revoz, tenia la seu a Novo Mesto.
Els principals complexos industrials són els del zinc a Mezica i d'alumini a Kidričevo. L'electricitat es deu a les centrals tèrmiques de Velenje, Trbovlje i Gostanj, així com la nuclear de Krsko, que produeix 615 MW d'energia i és compartida amb la veïna Croàcia. També visiten cada any 136.700 turistes, principalment a les estacions termals de Bled, Bohind i Kranjska Gora, així com a les platges de Portoroz, Piran i Izola.
El seu PIB l'any 1993 era de 6.132 $ per habitant, i s'havien creat 40.000 empreses privades. Tanmateix, la taxa d'atur havia augmentat el 1995 al 13% (quan el 1990 només era del 6%), la inflació era del 10%, amb un 2% de creixement econòmic i només la meitat de la indústria estatal privatitzada, però només un terç d'elles sobrevivia amb les exportacions.

## Divisió administrativa

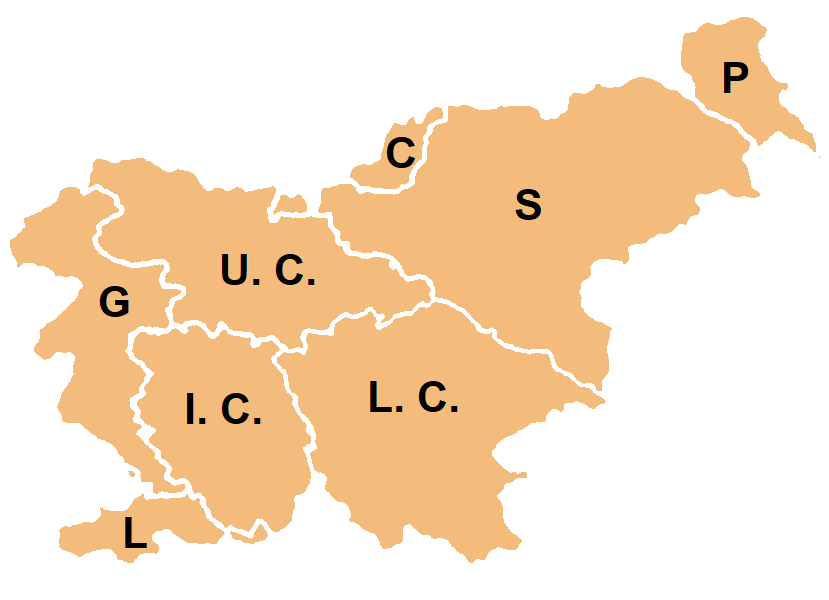
Les vuit regions d'Eslovènia

Segons l'Enciklopedija Slovenije (Enciclopèdia d'Eslovènia), les regions tradicionals eslovenes, basades en la divisió feta pels Habsburg (Carniola, Caríntia, Estíria i el Litoral), són:
| Nom català        | Nom eslovè      | Abreviat al mapa com a |
| Alta Carniola     | Gorenjska       | U.C.                   |
| Baixa Carniola    | Dolenjska       | L.C.                   |
| Caríntia          | Koroška         | C                      |
| Carniola Interior | Notranjska      | I.C.                   |
| Estíria           | Štajerska       | S                      |
| Goriška           | Goriška         | G                      |
| Ístria Eslovena   | Slovenska Istra | L                      |
| Prekmurje         | Prekmurje       | T                      |

La Goriška i l'Ístria Eslovena són conegudes com la regió del Litoral (Primorska). La Carniola Blanca (Bela krajina), que forma part de la Baixa Carniola, sovint és considerada una regió separada, així com el Zasavje i el Posavje, el primer territori dels quals forma part de la Baixa i l'Alta Carniola i d'Estíria, mentre que l'altre és part de la Baixa Carniola i d'Estíria.

## Cultura
- Ivana Kobilca és una cèlebre pintora eslovena.

## Escriptors en eslovè
- Maja Haderlap
- Boris Pahor
- Tomaž Šalamun
- Primož Trubar
- Jurij Dalmatin
- Andrej Blatnik
- Dane Zajc
- Goran Vojnović
- Srecko Kosovel

## Galeria d'Imatges

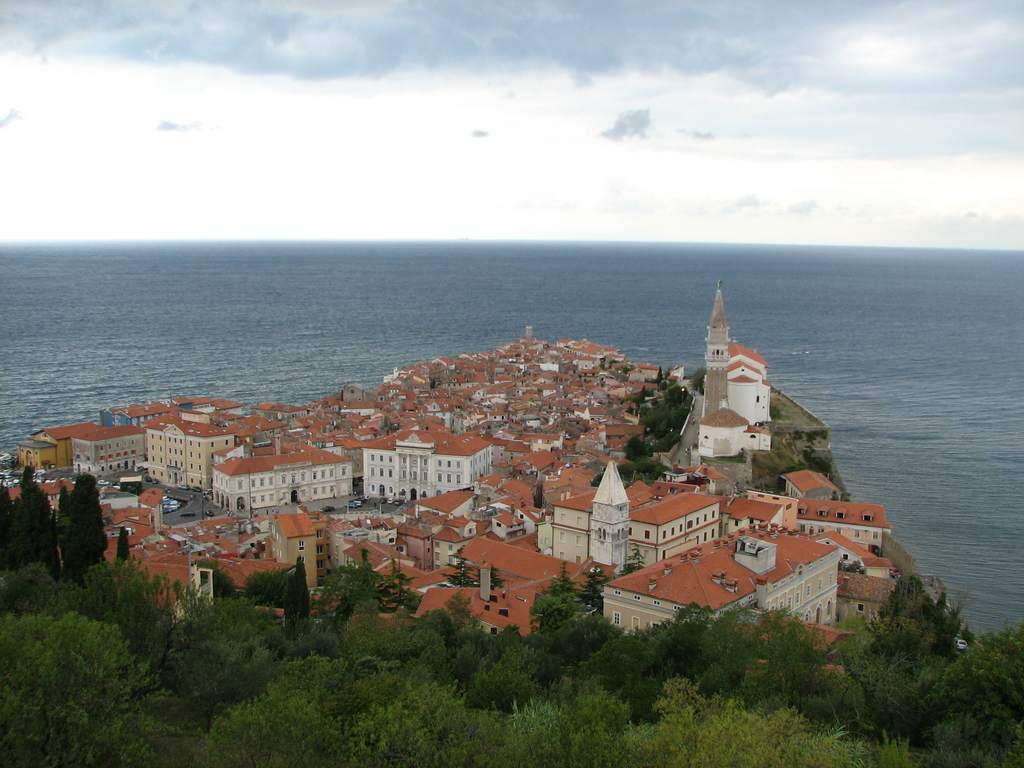
Panoràmica de la turística ciutat adriàtica de Piran
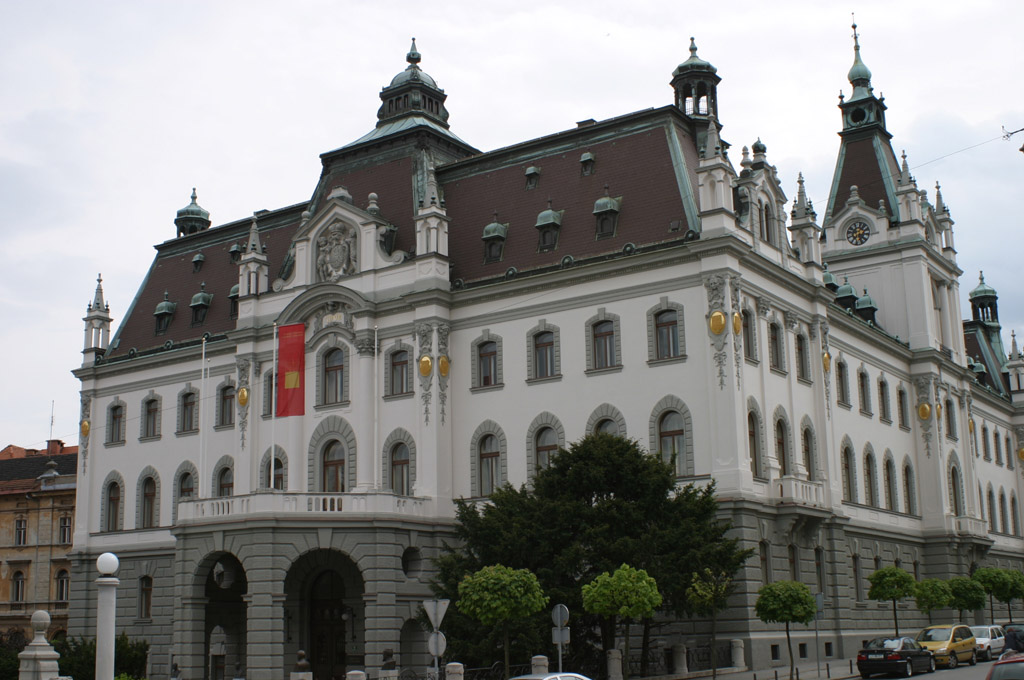
Universitat de Ljubljana
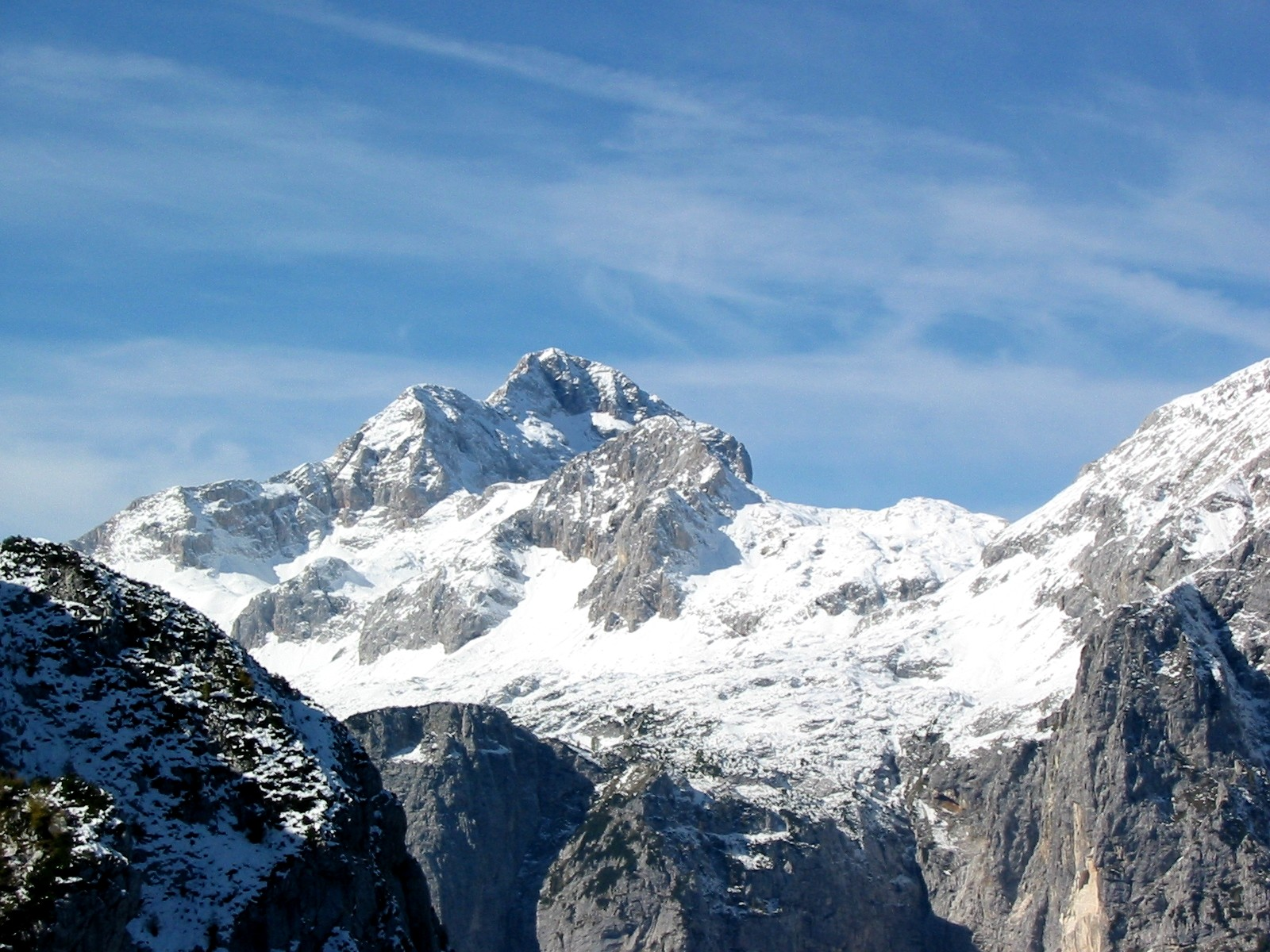
El mont Triglav